# Мічуринський (Челябінська область)
Мічуринський (рос. Мичуринский) — селище у Карталинському районі Челябінської області Російської Федерації.
Входить до складу муніципального утворення Мічурінське сільське поселення. Населення становить 922 особи (2010).

## Історія
Від 4 листопада 1924 року належить до Карталинського району Челябінської області.
Згідно із законом від 17 вересня 2004 року органом місцевого самоврядування є Мічуринське сільське поселення.

## Населення
| 2002 | 2010 |
| ---- | ---- |
| 806  | ↗922 |